# Киногид извращенца
«Киногид извращенца» (англ. The Pervert's Guide to Cinema, 2006) — документальный фильм режиссёра Софи Файнс (сестра Рэйфа Файнса), в котором словенский философ и культуролог Славой Жижек интерпретирует знаменитые фильмы и отдельные сцены из них с точки зрения психоанализа. Лента номинировалась на премию британского независимого кино за лучший британский документальный фильм.

## Содержание
Лента представляет собой психоаналитический подход к исследованию и интерпретации фильмов; состоит из трёх частей. Сюжета как такового нет, идёт видеоряд фрагментов из всемирно известных фильмов, которые комментируются Жижеком, при этом режиссёр помещает его внутрь фильмов, как наблюдателя (воссоздав в точности декорации и поместив Жижека на их фоне). Это дает ощущение, что философ видит концепцию и сюжет фильмов изнутри и обсуждает изначальный смысл сценария.
Что Братья Маркс могут сказать нам о работе подсознательного? И почему птицы нападают в шедевре Хичкока? В первой части исследуются вымышленные структуры, доказывающие наш опыт действительности, и хаотичность желания, которое подрывает этот опыт. Она содержит фрейдистский анализ явленности в кино таких концептов, как «Ид — Я — Сверх-я». Жижек показывает, как визуальный язык фильмов возвращает к нам наши самые глубокие переживания, недоступные в обыденности, пробуждает наши желания, одновременно держа их на безопасном расстоянии и сообщая зрителю в концентрированном и эссенциированном виде.

Вторая часть посвящена фантазии и сексуальности, как мужской, так и женской. Рассматривая огромную роль фантазий в сексуальных отношениях, Жижек показывает различия между мужчиной и женщиной, с точки зрения их либидо и сексуальных фантазий (вернее сказать, показывает разный характер фантазмического в их сексуальности). Он шутит, что 
единственная хорошая женщина для мужчины — это мёртвая женщина
, женщина, готовая подавить свои фантазии. В этом случае она не противится его фантазиям и не может от них отклониться. Фантазия же может и умиротворять и дестабилизировать, именно она делает половой акт возможным (когда фантазии нет, случаются мысли 
Что я здесь делаю? Зачем совершаю эти идиотские движения туда-сюда?
, и секс невозможен). Мы сами придумываем её и воплощаем в жизнь. Когда она рушится, появляется ужас реальности. Истинная же сексуальность существует только в словах (поэтому самые эротичные сцены в фильмах являются сценами воспоминаний — флэшбэк помешал бы зрителю софантазировать). С такой точки зрения обсуждается и порно — в романтических фильмах есть эмоциональный и фантазмический компонент, но нет реального; в порно, напротив, всё реалистично и подробно — но эмоциональная составляющая заменяется на что-нибудь идиотское в стиле 
Женщина в квартире, приходит сантехник, чинит ванну. Потом женщина говорит "У меня есть ещё одна дырка, не могли бы Вы с ней поработать?"
В третьей части рассматриваются желание, иллюзию и реальность. Жижек говорит, что влюбляясь, мы идентифицируем человека неправильно. Мы видим в нём только то, что мы хотим видеть, а именно наши желания и иллюзии. Кино — реконструкция реальности, именно поэтому нам необходимы фильмы.
Кино — это предельно извращённое искусство. Оно не дает вам то, что вы желаете, оно говорит вам как желать.
Нам необходимо кино, в буквальном смысле слова, чтобы понять сегодняшний мир. Лишь в кино мы можем увидеть жизненно важное измерение, с которым мы не готовы столкнуться в реальной жизни. Если вы пытаетесь понять, что в реальности более реально, чем она сама, смотрите художественные фильмы.
Жижек ищет все ответы как в неавторском, так и в элитарном кино, что показывает нам, что материалом для психоанализа может быть любое произведение. Главная мысль философа состоит в том, что иллюзия реальней реальности, отказаться от иллюзий — отказаться от реальности. Мы бежим от тяжёлой реальности в фантазии, а не вытерпев фантазий, снова бежим в реальность.

## Рассмотренные фильмы
1 часть:
- Одержимая (англ. Possessed, 1931)
- Матрица (англ. The Matrix, 1999)
- Птицы (англ. The Birds, 1963)
- Психо (англ. Psycho, 1960)
- Утиный суп (англ. Duck Soup, 1933)
- Обезьяньи проделки[англ.] (англ. Monkey Business, 1931)
- Изгоняющий дьявола (англ. The Exorcist, 1973)
- Завещание доктора Мабузе (англ. The Testament of Dr. Mabuse, 1933)
- Чужой (англ. Alien, 1979)
- Великий диктатор (англ. The Great Dictator, 1940)
- Малхолланд Драйв (англ. Mulholland Drive, 2001)
- Алиса в стране чудес (англ. Alice in Wonderland, 1951)
- Красные башмачки (англ. The Red Shoes, 1948)
- Доктор Стрейнджлав, или Как я перестал бояться и полюбил бомбу (англ. Dr. Strangelove or: How I Learned to Stop Worrying and Love the Bomb, 1964)
- Бойцовский клуб (англ. Fight Club, 1999)
- Глубокой ночью (англ. Dead of Night, 1945)
- Разговор (англ. The Conversation, 1974)
- Синий бархат (англ. Blue Velvet, 1986)
- Головокружение (англ. Vertigo, 1958)

2 часть:
- Солярис (англ. Solaris, 1972)
- Дикие сердцем (англ. Wild at Heart, 1990)
- Шоссе в никуда (англ. Lost Highway, 1997)
- Персона (швед. Persona, 1966)
- Тёмная сторона страсти (англ. In the Cut, 2003)
- С широко закрытыми глазами (англ. Eyes Wide Shut, 1999)
- Пианистка (фр. La Pianiste, 2001)
- Три цвета: Синий (фр. Trois Couleurs: Bleu, 1993)

3 часть:
- Чужой 4: Воскрешение (англ.  Alien Resurrection, 1997)
- Догвилль (англ. Dogville, 2003)
- Волшебник страны Оз (англ. The Wizard of Oz, 1939)
- Франкенштейн (англ. Frankenstein, 1931)
- Десять заповедей (англ. The Ten Commandments, 1956)
- Диверсант (англ. Saboteur, 1942)
- Окно во двор (англ. Rear Window, 1954)
- Поймать вора (англ. To Catch a Thief, 1955)
- К северу через северо-запад (англ. North by Northwest, 1959)
- Звёздные войны. Эпизод III: Месть ситхов (англ. Star Wars Episode III: Revenge of the Sith, 2005)
- Дюна (англ. Dune, 1984)
- Кубанские казаки (1949)
- Иван Грозный: часть I (1958 — релиз второй части)
- Судный день Плуто[англ.] (англ. Pluto's Judgement Day, 1935)
- Сталкер (1979)
- Огни большого города (англ. City Lights, 1931)

Названия фильмов написаны в порядке, в котором появляются в фильме в первый раз. Далее они могут рассматриваться ещё не один раз.

## Книга
Под таким же названием «Киногид извращенца» (с подзаголовком «Кино. Философия. Идеология») в 2014 году была опубликована книга Жижека, включающая 11 эссе о кинематографе, в том числе его размышления об Эрнсте Любиче, Альфреде Хичкоке, Андрее Тарковском, Кшиштофе Кесьлёвском, Дэвиде Линче, фильмах «Тёмный рыцарь: Возрождение легенды», «Аватар» и др..